# Fragaria iturupensis
Fragaria iturupensis es una especie de fresa silvestre de la familia de las rosáceas nativa de Iturup en las Islas Kuriles. Tiene bayas relativamente grandes para una especie silvestre, similares en apariencia a las de la fresa de Virginia.

## Descripción
Fragaria iturupensis crece en forma de roseta suelta. Se reproduce vegetativamente por estolones que se originan de la planta madre.
Tiene hojas de color verde, dentadas sólo hasta la mitad, la superficie superior de la hoja es ocasionalmente cubierta de vellosidad, los pecíolos son de un tinte ligeramente rojizo.  

### Flores
Las inflorescencias destacan durante la floración aunque no se extienden más allá de la roseta, las flores son hermafroditas, poseen un diámetro de 16-20 mm y consisten en cinco pétalos redondeados que no se superponen entre sí.

### Frutos
Los frutos maduros son redondos y aplanados, con un diámetro de unos 1,4 centímetros, color rojo oscuro.

## Distribución y Hábitat
Esta planta es originaria de Japón y Rusia, crece de forma espontánea en bosques y valles cerca de lagunas y pantanos.